# José María Reyes Mata
José María Reyes Mata est un médecin hondurien, disparu avec le père Guadalupe et 80 autres personnes en 1983 possiblement le 20 septembre.
José María (« Chema ») Reyes a été le principal idéologue du PRTC (Parti révolutionnaire des travailleurs centre-américains).
il n'est pas étonnant que Chema Reyes, qui avait vécu et étudié à Cuba et été secrétaire personnel du "Che" Guevara, ait définitivement laissé son empreinte au Honduras.  
Chema Reyes a vécu l'expérience tragique de la guérilla latino-américaine. Il a sacrifié sa vie avec celle de bien des révolutionnaires les plus précieux du Honduras en essayant de faire passer une guérilla du Nicaragua à la province de Olancho, au Honduras, infestée de Contras et où le PRTC n'avait pas pris pied.